# Guido Alvarenga
Guido Virgilio Alvarenga Torales (Asunción, 1970. augusztus 24. –) paraguayi válogatott labdarúgó.

## Pályafutása
A paraguayi válogatott színeiben részt vett az 1992. évi nyári olimpiai játékokon és a 2002-es labdarúgó-világbajnokságon.

## Sikerei, díjai
- Club Olimpia
  - Recopa Sudamericana: 2003